# Samsung Galaxy A80
Das Samsung Galaxy A80 ist ein Smartphone des Herstellers Samsung und Nachfolger des Galaxy A8 (2018), Galaxy A8 Duos (2018) und Galaxy A8s (2018).

## Spezifikationen

### Kamera

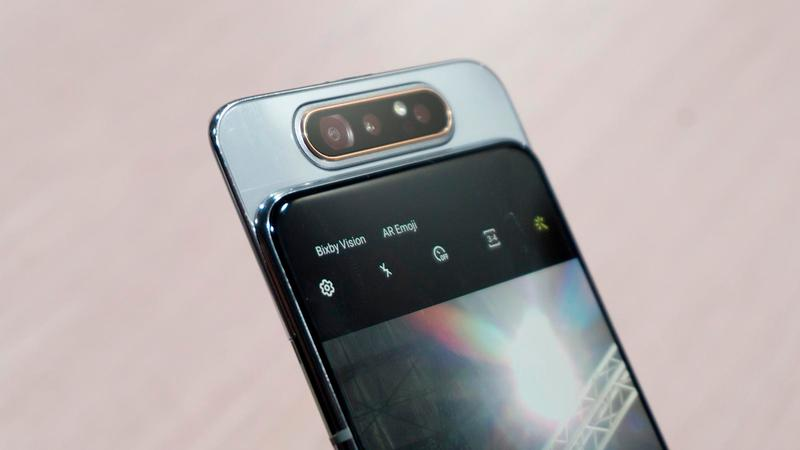
Kamera

Das Galaxy A80 besitzt keine Frontkamera. Soll ein Selfie erstellt werden, fährt die Hauptkamera aus und rotiert um 180°. Die Kamera besteht aus einem 48 MP Weitwinkel-, einem 8 MP Ultraweitwinkelobjektiv und einem ToF-Sensor.